# علی‌آبادمیر
علی آبادمیر، روستایی است از توابع بخش مرکزی شهرستان نوشهر در استان مازندران ایران.

## جمعیت
این روستا در دهستان خیرودکنار قرار دارد و براساس سرشماری مرکز آمار ایران در سال ١٤٠٢، جمعیت آن ٥٠٤٢نفر (٢٣١٢خانوار) بوده‌است. مردم علی آبادمیر از قومیت طبری هستند. مردم علی آبادمیر به زبان طبری با گویش کجوری سخن می‌گویند.